# Endlicheria
Endlicheria är ett släkte av lagerväxter. Endlicheria ingår i familjen lagerväxter.

## Dottertaxa tillEndlicheria, i alfabetisk ordning[1]
- Endlicheria acuminata
- Endlicheria anomala
- Endlicheria arachnocome
- Endlicheria arenosa
- Endlicheria argentea
- Endlicheria arunciflora
- Endlicheria aurea
- Endlicheria balsamea
- Endlicheria boliviensis
- Endlicheria bracteata
- Endlicheria bracteolata
- Endlicheria browniana
- Endlicheria bullata
- Endlicheria canescens
- Endlicheria chalisea
- Endlicheria chrysovelutina
- Endlicheria citriodora
- Endlicheria cocuirey
- Endlicheria columbiana
- Endlicheria coriacea
- Endlicheria dictifarinosa
- Endlicheria directonervia
- Endlicheria duotincta
- Endlicheria dysodantha
- Endlicheria ferruginosa
- Endlicheria formosa
- Endlicheria glomerata
- Endlicheria goeldiana
- Endlicheria gracilis
- Endlicheria griseosericea
- Endlicheria jefensis
- Endlicheria klugii
- Endlicheria krukovii
- Endlicheria lhotzkyi
- Endlicheria longicaudata
- Endlicheria lorastemon
- Endlicheria macrophylla
- Endlicheria melinonii
- Endlicheria metallica
- Endlicheria mishuyacensis
- Endlicheria multiflora
- Endlicheria nilssonii
- Endlicheria oreocola
- Endlicheria paniculata
- Endlicheria paradoxa
- Endlicheria punctulata
- Endlicheria pyriformis
- Endlicheria reflectens
- Endlicheria robusta
- Endlicheria rubra
- Endlicheria rubriflora
- Endlicheria ruforamula
- Endlicheria sericea
- Endlicheria sprucei
- Endlicheria szyszylowiczii
- Endlicheria tessmannii
- Endlicheria tomentosa
- Endlicheria tschudyana
- Endlicheria verticillata
- Endlicheria williamsii
- Endlicheria vinotincta
- Endlicheria xerampela